# Lotus ucrainicus
Lotus ucrainicus là một loài thực vật có hoa trong họ Đậu. Loài này được Klokov miêu tả khoa học đầu tiên.